# Vachères-en-Quint
Vachères-en-Quint är en kommun i departementet Drôme i regionen Auvergne-Rhône-Alpes i sydöstra Frankrike. Kommunen ligger i kantonen Die som tillhör arrondissementet Die. År 2022 hade Vachères-en-Quint 35 invånare.

## Befolkningsutveckling
Antalet invånare i kommunen Vachères-en-Quint
Referens:INSEE